# باكدشت
باكدشت (بالفارسية: پاکدشت) هي مدينة تقع في إيران في قسم. يقدر عدد سكانها بـ 126,281 نسمة .